# Jean-François Paul de Gondi
Jean-François Paul de Gondi (ur. 20 września 1613 w Montmirail, zm. 24 sierpnia 1679 w Paryżu) – kardynał Retz, arcybiskup Paryża w latach 1654–1662.

## Życiorys
Pochodził z możnej rodziny książąt Retz. Jego wujem był arcybiskup Jean-François de Gondi. Brał aktywny udział w życiu politycznym XVII-wiecznej Francji. Angażował się w intrygi przeciwko kardynałowi Richelieu po stronie królowej Anny Austriaczki. Po śmierci wszechwładnego kardynała i króla Ludwika XIII został uznany za zastępcę i następcę swojego wuja, który w międzyczasie objął funkcję arcybiskupa Paryża. W 1644 otrzymał honorowy tytuł biskupa Koryntu. Stał się wówczas wpływową osobistością stolicy Francji, mecenasem literatów i artystów.
W czasie Frondy początkowo stał po stronie opozycji, a potem zmieniał stronnictwa. W 1651 dzięki poparciu królowej otrzymał godność kardynała. Jednakże popadł w niełaskę i po powrocie Ludwika XIV do Paryża został umieszczony w areszcie.
Gdy w 1654 zmarł jego wuj, formalnie przejął godność arcybiskupa Paryża. "Król słońce" nie zgodził się na objęcie przez niego funkcji i skazał go na wygnanie do Nantes. Udało mu się stamtąd uciec i zbiegł za granicę. Przebywał w Hiszpanii, Włoszech, Anglii, Szwajcarii i wreszcie osiadł w Rzymie.
W 1662 został ułaskawiony przez Ludwika XIV i mógł wrócić do Francji, musiał jednak zrzec się stanowiska arcybiskupa. Jego następcą został wówczas Pierre de Marca. Kilkukrotnie był wysyłany przez króla z misjami do Watykanu w celu wywierania wpływu na wybór papieży na konklawe. Osiadł w swoim majątku w Commercy i poświęcił się pisaniu słynnych potem pamiętników.